# ŽKK Šibenik
ŽKK Šibenik je hrvatski ženski košarkaški klub iz Šibenika. Sjedište kluba je na adresi Stjepana Radića 54a, Šibenik.

## Poznate igračice
- Danira Nakić
- Antonija Sandrić
- Luca Ivanković
- Marta Čakić
- Sandra Mandir
- Emanuela Salopek
- Vanda Baranović-Urukalo
- Anđa Jelavić
- Neda Lokas
- Simona Šoda
- Tina Periša

## Poznati treneri
- Danko Radić[1]
- Neven Spahija
- Stipe Bralić

## Nazivi kluba kroz povijest
- Šibenik
- Revija
- Elemes
- Šibenik Jolly JBS

## Domaći uspjesi[2]
Prvenstvo Hrvatske:
- prvakinje: 1997., 2003., 2007., 2008.
  - doprvakinje: 2005., 2006., 2009., 2010., 2011., 2012.
- prvakinje ligaškog dijela: 2007., 2008., 2011.
  - doprvakinje ligaškog dijela: 2006., 2009., 2010.

Prvenstvo Jugoslavije
- prvakinje: 1991.
  - doprvakinje: 1988., 1989., 1990.

Kup Ružice Maglaj-Rimac 
- osvajačice: 2002., 2004., 2006., 2008.
  - finalistice: 1997., 1998., 2001., 2003., 2007., 2010., 2011., 2013.

Kup Jugoslavije
- osvajačice: 1987., 1990.[3]

## Međunarodni uspjesi
MŽRKL
- prvakinje: 2005., 2006., 2008., 2009., 2011.
  - doprvakinje: 2002., 2003., 2004., 2007., 2010.

Regionalni kup
- osvajačice: 2007., 2008., 2009., 2010.
  - finalistice: 2008.